# Miroslav Fídler
Miroslav Fídler (* 2. února 1970), známý pod přezdívkou Cybexlab (zkratka z Cybernetic Experimental Laboratory), je programátor. Začal programovat asi ve 12 letech, první počítače, se kterými se setkal, byly počítače ZX80/81, Video Genie a Ohio Chalenger. Od roku 1984 pracoval i na ZX Spectru, které dostal jeho kamarád Tomáš Rylek (T. R. C.). Své vlastní ZX Spectrum získal okolo roku 1986. Později si pořídil počítač Atari ST, k počítačům Amiga měl výhrady vůči zobrazování a vůči operačnímu systému. Sám sebe označoval za programátora schopného psát dlouhé a časově náročné programy.
Studoval na Fakultě elektrotechnické ČVUT, ještě během studia se stal ředitelem pro vývoj ve společnosti Cybex s. r. o., kterou založil společně s Ondřejem Mihulou a Petrem Odehnalem a která se zabývala vývojem programů pro IBM PC a Atari ST. Společně s Tomášem Rylkem a Františkem Fukou (Fuxoftem) tvořili programátorskou skupinu Golden Triangle. Po roce 1989 z Golden Triangle zůstal známým pouze František Fuka, Miroslav Fídler s Tomášem Rylkem zmizeli z veřejného života.
V roce 2017 byl Miroslav Fídler společně s Františkem Fukou a Tomášem Rylkem v rámci České hry roku 2016 uveden do Síně slávy českých her.

## Tvorba

### Sinclair ZX Spectrum

#### Hry
- Maglaxians 128,
- Itemiada,
- Alien Attack,
- Planet of Shades,
- Firewolf,
- Starfox,
- Galactic Gunners,
- Jet-Story,
- Exoter,
- Upír,
- Belegost - později tuto hru naprogramoval i pro IBM PC[3]

#### Systémové programy
- QWER 2 - program pro editaci a vytváření grafiky,[1]
- Desktop Publishing

### IBM PC, Atari ST
- MAT - textový editor.[3]
- CYBEX SHELL - grafické uživatelské rozhraní pro MS-DOS (PC)